# Manasa
Manasa é uma cidade e uma nagar panchayat no distrito de Neemuch, no estado indiano de Madhya Pradesh.

## Geografia
Manasa está localizada a 24° 29′ N, 75° 09′ L. Tem uma altitude média de 439 metros (1 440 pés).

## Demografia
Segundo o censo de 2001, Manasa tinha uma população de 22 622 habitantes. Os indivíduos do sexo masculino constituem 51% da população e os do sexo feminino 49%. Manasa tem uma taxa de literacia de 68%, superior à média nacional de 59,5%: a literacia no sexo masculino é de 77% e no sexo feminino é de 58%. Em Manasa, 14% da população está abaixo dos 6 anos de idade.